# Guy I. de Lévis

Familienwappen Guys de Lévis

Guy I. de Lévis (deutsch: Guido; * um 1180; † 1233) war ein französischer Ritter und Kreuzfahrer sowie Herr von Mirepoix. Er war ein Sohn des Philippe, Herr von Lévis-Saint-Nom (Département Yvelines).
Guy wurde bekannt als Teilnehmer des Albigenserkreuzzuges, in dem er als „Marschall des Kreuzzuges“ oder „Marschall des Glaubens“ (Maréchal de la foi) zu einem der engsten Vertrauten des Kreuzzugsführers, Simon IV. de Montfort, avancierte. Er kämpfte bei den Belagerungen von Béziers (Juni 1209) und Carcassonne (August 1209). Für seinen Einsatz erhielt Guy die Stadt Mirepoix als Lehen übertragen, die am 22. September 1209 eingenommen worden war. Danach kämpfte er auch bei Termes (1210), Lavaur (1211) und Castelnaudary (1211).
Seit der Niederlage bei Beaucaire (1216) gegen den Grafen Raimund VII. von Toulouse gerieten die Kreuzfahrer zunehmend in die Defensive. Im Juni 1218 kämpfte Guy auch bei der Belagerung von Toulouse, bei der Montfort durch ein Katapultgeschoss getötet wurde. 1223 verlor er Mirepoix wieder an seinen früheren Besitzer, Pierre Roger II. de Mirepoix. Mit dem Fall von Carcassonne 1224 war der Kreuzzug faktisch gescheitert.
Danach zog Guy wieder in seine nordfranzösische Heimat, wo er bei König Ludwig VIII. einer der Befürworter eines neuen Kreuzzuges in das Languedoc war. Guy beteiligte sich anschließend 1226 an dem Kreuzzug des Königs, der den Süden unterwarf. Im Vertrag von Meaux-Paris (1229) bekam er Mirepoix zurückerstattet. Die sogenannte Terre du Maréchal wurde dafür aus der Domäne des Grafen von Foix herausgelöst und als ein direktes Kronlehen eingerichtet. Zu seinen Besitzungen sollte auch der Montségur gehören, der aber noch von den Katharern gehalten und erst 1244 erobert und an seinen Sohn übergeben wurde.
Guy de Lévis starb 1233. Er wurde in der von ihm 1196 gegründeten Abtei Notre-Dame-de-la-Roche bei Lévis-Saint-Nom bestattet. Eine Grabstele von ihm ist dort zu sehen.
Guy war verheiratet mit Guiberge. Ihre Kinder waren:
- Guy II. (* 1210; † 1247), Herr von Mirepoix
- Philippe († um 1226)
- Jeanne († 1284), ⚭ mit Philippe de Montfort († 1270), Herr von Castres

Guy de Lévis ist der Stammvater der weitverzweigten Familie Lévis-Mirepoix, die im 16. Jahrhundert auch in den französischen Pairsadel aufgestiegen war. Seine bekanntesten Nachkommen waren Gaston Pierre de Lévis, Duc de Mirepoix (* 1699; † 1757), und François-Gaston de Lévis (* 1719; † 1787), beide Marschälle von Frankreich.